# Varulven i Châlons
Nicolas Damont, känd som Varulven i Châlons, Skräddaren i Châlons eller Demonskräddaren i Châlons, död 1598, var en fransk skräddare som avrättades för mord, kannibalism och för att vara en varulv.

## Biografi
Hans erkännanden inför rätten var så fruktansvärda att domstolen beslutade att bränna dokumenten, men det finns uppgifter från andra källor.
Han lockade in barn i sitt skrädderi, utsatte dem för sexuella övergrepp, skar halsen av dem och åt upp dem. Han sade sig också jaga efter barn i skogarna på landet i gestalt av en varg. Då myndigheterna sökte igenom hans butik, fann de ben efter människor i källaren.
Han dömdes till att brännas levande på bål, och hördes uttala förbannelser och ropa på Djävulen medan han brändes.     